# Olof Carlander
Olof Immanuel Carlander, född den 30 augusti 1844 i Hova socken i Skaraborgs län, död den 19 april 1899, var en svensk läkare. Han var brorson till Christofer Carlander.

## Biografi
Carlander var son till riksdagsledamoten,  prosten Teol. dr. Per Olof Carlander och Immanuella Schönherr. Han avlade studentexamen i Skara 1865, varefter han studerade vid Uppsala universitet där han avlade medicine licentiatexamen 1877. Samma år blev han praktiserande läkare i Göteborg. Efter att Carlander besökt läkarkongressen i Köpenhamn år 1884 och där sett en utställning av vanföras arbeten, arbetade han för bildandet av "Föreningen för bistånd åt vanföre", vilket skedde den 18 mars 1885. Carlander arbetade även som läkare vid Cellfängelset och vid Holtermanska sjukhuset i Göteborg.
Carlander gifte sig 1877 med Maria Sofia Lovisa Carlsson, född 1848, död 1878. År 1879 gifte han om sig med Anna Nordwall, född 1858. I första äktenskapet föddes sonen Per Olof år 1878. I andra äktenskapet föddes barnen Christoffer (1880), Algot (1882–1882), Anna Sofia (1882), Louise Viola Immanuella (1884) och Olof Erik Richard (1886).